# Phú Đức, Long Hồ
Phú Đức là một xã cũ thuộc huyện Long Hồ, tỉnh Vĩnh Long, Việt Nam.

## Địa lý
Xã Phú Đức có diện tích 15,99 km², dân số năm 2022 là 13.807 người, mật độ dân số đạt 863 người/km².

## Hành chính
Xã Phú Đức được chia thành 7 ấp: An Hòa, An Thành, An Thạnh, An Thuận, Phú An, Phú Thạnh, Thông Quan.

## Lịch sử
Ngày 28 tháng 9 năm 2024, Ủy ban Thường vụ Quốc hội ban hành Nghị quyết về việc sắp xếp đơn vị hành chính cấp huyện, xã giai đoạn 2023 – 2025 của tỉnh Vĩnh Long (nghị quyết có hiệu lực từ ngày 1 tháng 11 năm 2024). Theo đó, sáp nhập toàn bộ 15,99 km² diện tích tự nhiên và quy mô dân số là 13.807 người của xã Phú Đức vào thị trấn Long Hồ.